# Żubroń

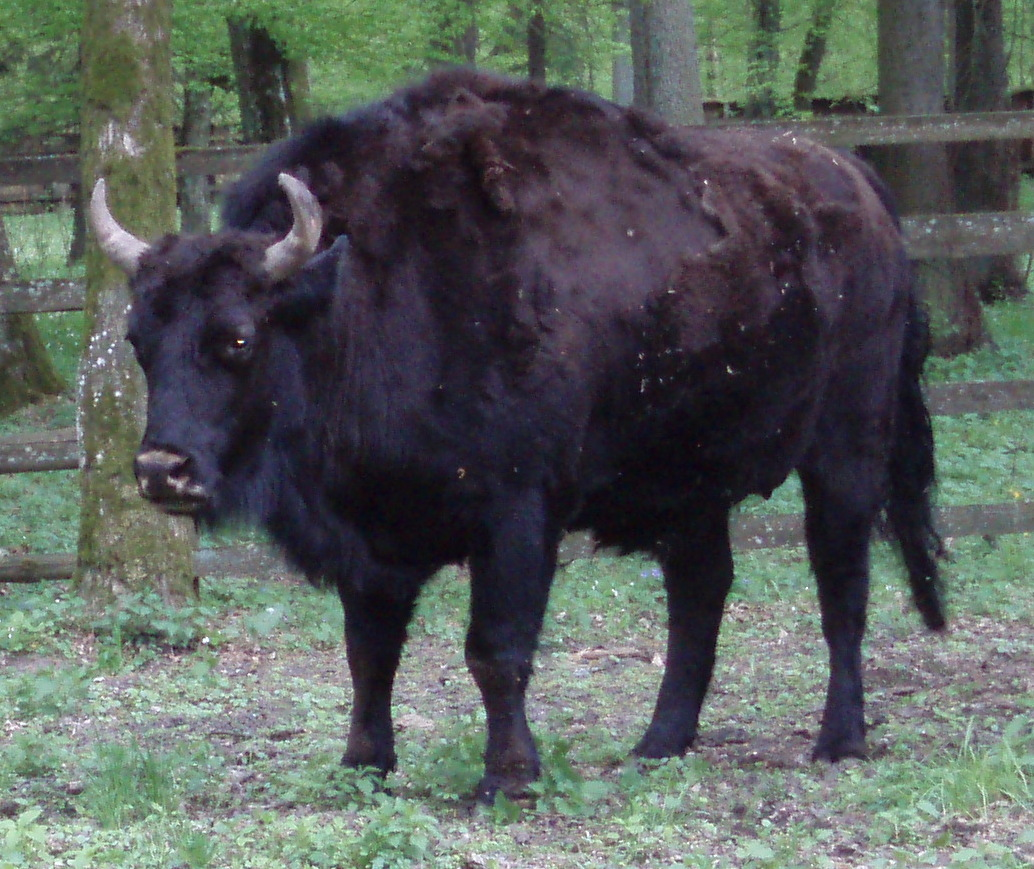
Żubroń w Rezerwacie Pokazowym Żubrów w Białowieskim Parku Narodowym

Żubroń – mieszaniec międzygatunkowy żubra oraz bydła domowego. 
Pierwszy okaz został wyhodowany w 1847 przez Polaka, Leopolda Walickiego, w wyniku skrzyżowania byka żubra z krowami bydła domowego. Do 1859 uzyskał on 15 sztuk tych zwierząt, w tym jedynego na świecie płodnego samca w pierwszym pokoleniu. W latach 1905–1928 badania nad żubroniami kontynuowano w instytucie Askania Nowa w Związku Radzieckim – wyhodowano ich 28. W 1953 w płockim ogrodzie zoologicznym urodziły się cztery mieszańce. W 1958 prace podjął Zakład Badań Ssaków PAN w Białowieży i, krzyżując żubra (byka) z krowami rasy polskiej czerwonej i nizinnej czarno-białej, do 1976 uzyskał 71 zwierząt.
Zasadniczym celem stworzenia żubronia było otrzymanie międzygatunkowego bastarda, którego można by hodować na nieużytkach bez potrzeby budowania pomieszczeń gospodarczych. Próby nie przyniosły jednak zadowalających rezultatów, mimo osiągania przez żubronie dobrego przyrostu masy mięśniowej – temperament tych zwierząt nie pozwala na ich hodowlę użytkową. Obecnie w Polsce żyje ich tylko kilka sztuk.
Żubronie charakteryzuje duża masa ciała (samce dochodzą do 1200 kg, samice do 810 kg), siła, szybki wzrost, odporność na choroby i złe warunki klimatyczne. Byk w pierwszym pokoleniu jest zwykle niepłodny; samice dają potomstwo z przedstawicielami obu gatunków wyjściowych.
Nazwa „żubroń” wybrana została z kilkuset propozycji przesłanych przez czytelników w konkursie przeprowadzonym przez czasopismo Przekrój w 1969.